# Социалистический прилив
«Социалистический прилив» (исп. Marea Socialista) — радикальное левое политическое движение в Венесуэле. Позиционируется как антисталинистское (и неавторитарное) революционное марксистское течение, принадлежащее к троцкистской традиции. Ранее входило в Единую социалистическую партию Венесуэлы (ЕСПВ), после смерти Уго Чавеса перешло в левую оппозицию власти. Провозглашает ориентацию на критический чавизм, антибюрократизм и антикапитализм, что означает противостояние как правительству Николаса Мадуро, так и проамериканской оппозиции (как правой и буржуазной). Считает, что должна появиться альтернатива, которая «сломает ложную дихотомию» между ЕСПВ и традиционными оппозиционными организациями.

## История
Первоначально группа возникла в 2007 году как профсоюзное течение вокруг Карабобо и Гуаяны. Позже в 2008 году она вошла в Единую социалистическую партию Венесуэлы, когда Уго Чавес призвал к объединению сторонников Боливарианской революции. «Социалистический прилив» отошёл от ЕСПВ, осудив авторитаризацию и бюрократизацию руководства партии при Николасе Мадуро, которого считает «противоречащим наследию Чавеса».
В ноябре 2014 года «Социалистический прилив» обратился в Национальный избирательный совет за официальным признанием как политическая партия, однако запрос был отклонён в мае 2015 года. Соответственно, до настоящего времени он не может участвовать в выборах. В рамках парламентских выборов 2015 года «Marea Socialista» пыталась создать альянс с Многоэтническим межкультурным движением Венесуэлы (Мопивене) и Движением коренных народов (Мопиве).
Выборы в Конституционную ассамблею Венесуэлы (2017) группа бойкотировала, считая их нелегитимными и контролируемыми президентом республики, который их созывом выступил против чавистской конституции 1999 года — по словам одного из руководителей «Социалистического прилива» Никмера Эванса (в том же месяце объявившем о выходе из организации), «поддерживаемой народом и вполне устраивающей граждан». Однако, даже признавая нарушения на выборах при Мадуро и не имея собственной партийной регистрации, они решили позднее участвовать в региональных выборах 2017 года и муниципальных выборах в декабре того же года.
На президентских выборах 2018 года они поддержали кандидатуру Рейнальдо Кихады из партии «Народное политическое единство», которая также представляет оппозиционный Мадуро критический чавизм, а затем обратились в Верховный суд с просьбой об отмене выборов в связи с предполагаемым незаконным голосованием.
В ходе политического кризиса в Венесуэле в 2019 году «Marea Socialista» под лозунгами «Мадуро не хочет народ, а Гуайдо никто не выбирал» и «Ни бюрократии, ни капитала!» позиционировала себя как против Николаса Мадуро, которого называет «недемократическим», «авторитарным» и ложным антиимпериалистом, так и против Хуана Гуайдо, которого считает «узурпатором» и «марионеткой», за спиной которого находятся олигархия, транснациональные корпорации, вмешательство США и угроза иностранной военной интервенции.
«Социалистический прилив» призывает к строительству независимой боевой организации рабочего класса и различных слоев угнетённого народа. Начать предлагает с низовой и рабочей борьбы, которая должна координироваться и расширяться на национальном уровне, чтобы защитить интересы и права трудящихся вместо коррумпированной бюрократии и элит, которые, по его мнению, используют кризис для извлечения прибыли. Впрочем, наблюдатели указывают, что покамест это движение, «не имея значительной представленности в главных секторах экономики, было задавлено официальными трудовыми конфедерациями боливарианского толка и, что более показательно, Единой социалистической партией Венесуэлы».

## Союзы
На национальном уровне входит в Платформу борющегося народа и критического чавизма, объединяющую профсоюзы, ассоциации, левые партии и движения, выступающие против правительства Николаса Мадуро и оппозиционной коалиции Круглый стол демократического единства. Является членом Альтернативного альянса, куда также входит Народное политическая единство-89, Альтернативное народное движение, Народное избирательное движение-первоначальное, Движение 20-20 и другие. К ней близок сайт aporrea.org.
На международном уровне представлена на платформе Портал левых в движении (Portal de la Izquierda en Movimiento), куда также входят Социалистическое движение трудящихся (Аргентина), Движение за великую трансформацию MPGT (Перу), Левое социалистическое движение MES (течение внутри Партии социализма и свободы в Бразилии), группа «La Commune» (фракция французской Новой антикапиталистической партии), Объединённое движение народа (Панама) и Свободное межпрофессиональное объединение трудящихся СМОТ (Беларусь). Группа связана с моренистской Международной социалистической лигой, а также является членом-наблюдателем крупнейшего из троцкистских Воссоединённого Четвёртого интернационала.